# Gyele (peuple)
Pour les articles homonymes, voir Gyele.
Les Gyele (ou Bagyeli) forment une population pygmée vivant principalement dans le sud-ouest du Cameroun, sur un territoire de forêt dense relativement étendu de 12 000 km2, mais concentrés dans le département de l'Océan (Région du Sud), dans les arrondissements de Kribi et Bipindi, également en Guinée équatoriale. Selon les sources, leur nombre est estimé entre 3 000 et 5 000 personnes.

## Ethnonymie
Selon les sources, on observe plusieurs variantes : Bajeli, Bako, Bakola, Bekoe, Bogyel, Bogyeli.

## Langue
Ils parlent le gyele, une langue bantoïde méridionale du groupe makaa-njem. Parlée par 4 279 personnes, dont 4 250 au Cameroun en 2012, c'est une langue en danger.

## Situation
Avant la colonisation, les Gyele répondaient à leurs besoins grâce en exploitant les ressources naturelles de la forêt pluvieuse. 
Quand le Cameroun est devenu un protectorat allemand, les Gyele ont perdu (confiscations) une partie de leurs terres, converties en plantations de palmiers à huile, sans compensations. Quand après la première guerre mondiale la France a remplacé l'Allemagne, les palmeraies ont été reprises par des particuliers. Puis lors de l'indépendance (1960), le nouvel Etat camerounais a décidé, avec l'aide de bailleurs internationaux de créer une société publique (la Socapalm) pour développer les plantations de palmiers à huile et de huileries, tout en améliorant la qualité de vie des habitants et riverains des palmeraies. Les territoires Gyele étaient dans les zones de développement de palmeraies. Les Gyele ont été sédentarisés et privé d'une partie de leurs anciennes ressources en eau, en alimentation, en plante médicinales, menaçant leur souveraineté alimentaire. 
Après la privatisation (en 2000) de la Socapalm, l'entreprise était tenue de restituer plus de 21 000 ha à leur propriétaire légitime, l'État camerounais. Depuis 2000, la Socapalm bénéficie aussi d'un bail emphytéotique de 60 ans attribué par l'État camerounais qui lui loue ses terres a un prix dérisoire, qualifié de "prix d'ami" (604 069 € pour 78 529 ha par an, soit 7,69 €/ha, alors que les paysans cultivant autour des zones agro-industrielles louent ces terres 61 à 154 €/ha/an . L'entreprise a rajeuni ses plantations et les a localement étendu, apparemment le plus souvent « sans associer les communautés riveraines ni même tenir compte de l'espace vital dont ces dernières ont besoin de sorte que bon nombre de villageois se trouvent privés de leurs moyens de subsistance traditionnels » ; L'article 6 h du contrat de bail de la Socapalm lui impose de ne pas planter ou replanter sur les parcelles d'une superficie totale de 250 hectares situées autour des communautés villageoises, sans qu'au préalable l'administration ait déclaré que ces terres ne font pas partie de l'espace vital dont ces communautés ont besoin. Les auteurs d'un rapport publié en 2010, réalisé après enquête sur place par plusieurs ONG concluent à ce propos : « Nous ignorons si des extensions ont effectivement eu lieu en violation de cette disposition mais de toute évidence, il est devenu impossible pour de nombreux villageois de planter un jardin de case à proximité de leur habitation ».